# بول كونزي
بول كونزي (بالهولندية: Paul Kunze)‏ هو مبارز بالسيف هولندي، ولد في 25 ديسمبر 1904 في أمستردام في هولندا، وتوفي في 16 يوليو 1983 في برغن في النرويج.

## وصلات خارجية
- بول كونزي على موقع أوليمبيديا (الإنجليزية)